# Acontista fraterna
Acontista fraterna es una especie de mantis de la familia Acanthopidae.

## Distribución geográfica
Se encuentra en Costa Rica.